# Yoshine Yuria
Yoshine Yuria (吉根 ゆりあ (Cát-Căn Bách-Hợp-Ái) 26 tháng 5 năm 1994 –) là một nữ diễn viên khiêu dâm và người dẫn chương trình người Nhật Bản. Cô thuộc về công ti Bee Dash Promotion.

## Sự nghiệp/Đời tư
Cô học cấp hai và cấp ba ở một trường chuyên cho nữ giới, và được đặt nickname là "Gantz" bởi những người bạn của cô vì ngực của cô lộ rõ trong bộ quần áo màu đen.
Sau 4 năm làm cho Yoshiwara với danh hiệu "Người đẹp cư xử đẹp", vào ngày 19/6/2019, cô ra mắt ngành phim khiêu dâm với phim "Cô gái xà phòng huyền thoại Yoshine Yuria tham gia ngành phim khiêu dâm!" (吉原で予約1年待ちだった伝説の巨乳ソープ嬢AVデビュー!! 吉根ゆりあ) (OPPAI). Cô có vòng ngực rộng 111 cm và thuộc cup M vào lúc đó. Eo của cô được thon gọn lại, không phải là thân hình béo.
Cỡ ngực của cô lớn, nhưng cũng có thể mặc được loại áo ngực gọi là "sữa chảy". Ngực cô đôi khi được miêu tả là cỡ mặt người. Biệt hiệu của cô là "Yuri-rin" (ゆりりん).
Năm 2019, cô sẽ là người dẫn chương trình của "Thế giới M của Yoshine Yuria", tiếp nối chương trình "Thử thách Tawawa của Shibuya Kaho" (Enter! 959) của Shibuya Kaho.
Tháng 3/2021, cô xuất hiện trong "Cuốn sách cho chị gái 1000 yên. Phiên bản hành động trực tiếp của truyện tranh nguyên bản Koshiyama tổng hợp tổng cộng bán được trên 60 nghìn bản với 120% độ gợi cảm", qua đó cô nhận giải Đặc biệt của Giải thưởng Erodemy 2021 chọn bởi Playboy hàng tuần. Tháng 9 cùng năm, cô được chỉ định làm nữ diễn viên đại diện cho "chiến dịch Triple HAPPY 2021".
Năm 2022, cô thông báo rằng danh hiệu "Người đẹp cư xử và phong tục đẹp của Yoshiwara" chỉ là danh hiệu tại thời điểm đó và không phải của hiện tại.
Nhà văn Yasuda Rio miêu tả tính cách của cô là "tươi sáng và không có giới hạn" và là "một cô gái nói chuyện tinh nghịch và hơi điên".